# An Swartenbroekx
An Swartenbroekx (Genk, 11 juli 1969), voluit Ann Jozefien Andrea Swartenbroekx, is een Belgische auteur, zangeres, presentatrice en scenariste, maar ze is bij het grote publiek vooral bekend als voormalige actrice door haar rol van Bieke die ze 30 jaar lang vertolkte in de sitcom F.C. De Kampioenen. Ze is ook auteur van het jeugdboek Duupje.
Een tremor op haar stembanden verplichtte Swartenbroekx echter te stoppen met acteren. Dit veroorzaakt een ritmische veranderingen in volume en toonhoogte waardoor ze beeft en trilt. Hierdoor heeft ze haar eigen stem niet altijd onder controle. Ze vindt het naar eigen zeggen niet zo erg en zegt hierover "Nu wil ik vooral creëren".

## Biografie
In 2013 schreef Swartenbroekx samen met scenarist Bart Cooreman, striptekenaar Hec Leemans en regisseur Johan Gevers het scenario voor de F.C. De Kampioenen-film. 
Hetzelfde viertal schreef ook de tweede Kampioenenfilm, Jubilee General, die 28 oktober 2015 in première ging. 
Voor VT4 presenteerde ze onder andere Kickx en Zomertour.
Als zangeres bracht Swartenbroekx in 1993 haar debuutalbum uit: Mag ik es even. Datzelfde jaar begon ze ook op te treden met de meidengroep 'The Championettes', samen met de Kampioenen-actrices Danni Heylen, Loes Van den Heuvel en Ann Tuts, naar aanleiding van een eenmalig optreden in  De Droomfabriek. In de Generatieshow in 2010 deden ze een eenmalige comeback. In de loop van 2003/2004 reisde ze Vlaanderen rond met haar eigen tour de chant 'Ongehoord'.
In 2006 nam Swartenbroekx deel aan de eerste serie van Steracteur Sterartiest met als goede doel de Blindengeleidehondenschool.
In 2012 speelde ze de monoloog Slaande deuren, gebaseerd op het boek The woman who walked into doors van Roddy Doyle. Deze monoloog werd hernomen in 2015.
Op 11 december 2015 gaat An als actrice aan de slag in het Fakkeltheater in Antwerpen met de komedie "Dubbeldate".
Samen met haar collega Ann Tuts bedacht ze de verhaallijnen van de komedie "Tarara!", die in mei 2016 in première is gegaan.  
Swartenbroekx is onder andere ambassadrice van de Blindengeleidehondenschool Genk en meter van de Limburgse afdeling van Mediclowns.
In februari 2015 werd ze meter van de '1000 km van Kom Op Tegen Kanker'. 
In maart 2021 maakte ze haar debuut als jeugdschrijfster met het boek Duupje, dat ze samen met illustrator Dieter Steenhaut uitgaf bij Standaard Uitgeverij. 
In december 2022 kondigde Swartenbroekx het einde van haar loopbaan aan als actrice wegens een tremor op haar stembanden. 

## Privé
Swartenbroekx heeft twee kinderen uit haar eerste huwelijk en is nadien hertrouwd met acteur en scenarist Guido De Craene. An is de dochter van René Swartenbroekx, die net als zijzelf, scenario's schreef zoals Verschoten en zoon en F.C. De Kampioenen. Haar broer Geert is gemeenteraadslid en oud-schepen in de stad Genk. In 2022 kocht ze een huis in Andalusië om daar het grootste deel van het jaar te gaan wonen.

## Scenariste
- Verschoten & Zoon
- Theatermonoloog Slaande deuren, gebaseerd op The woman who walked into doors van Roddy Doyle
- Muziektheaterproductie Ongehoord (2003)
- F.C. De Kampioenen (2002-2008)
- F.C. De Kampioenen: Kampioen zijn blijft plezant (2013)
- F.C. De Kampioenen 2: Jubilee General (2015)
- Theaterstuk Tarara! (2016)
- De bioscoopfilm De Buurtpolitie: De Grote Geldroof is gebaseerd op een idee van An Swartenbroekx
- F.C. De Kampioenen 3: Forever (2017)
- F.C. De Kampioenen 4: Viva Boma (2019)
- F.C. De Kampioenen: Kerstspecial (2020)

- MusicBrainz: e309a4e8-29ed-4315-8fae-dbfe98b62639